# Pfarrhaus (Mindelaltheim)

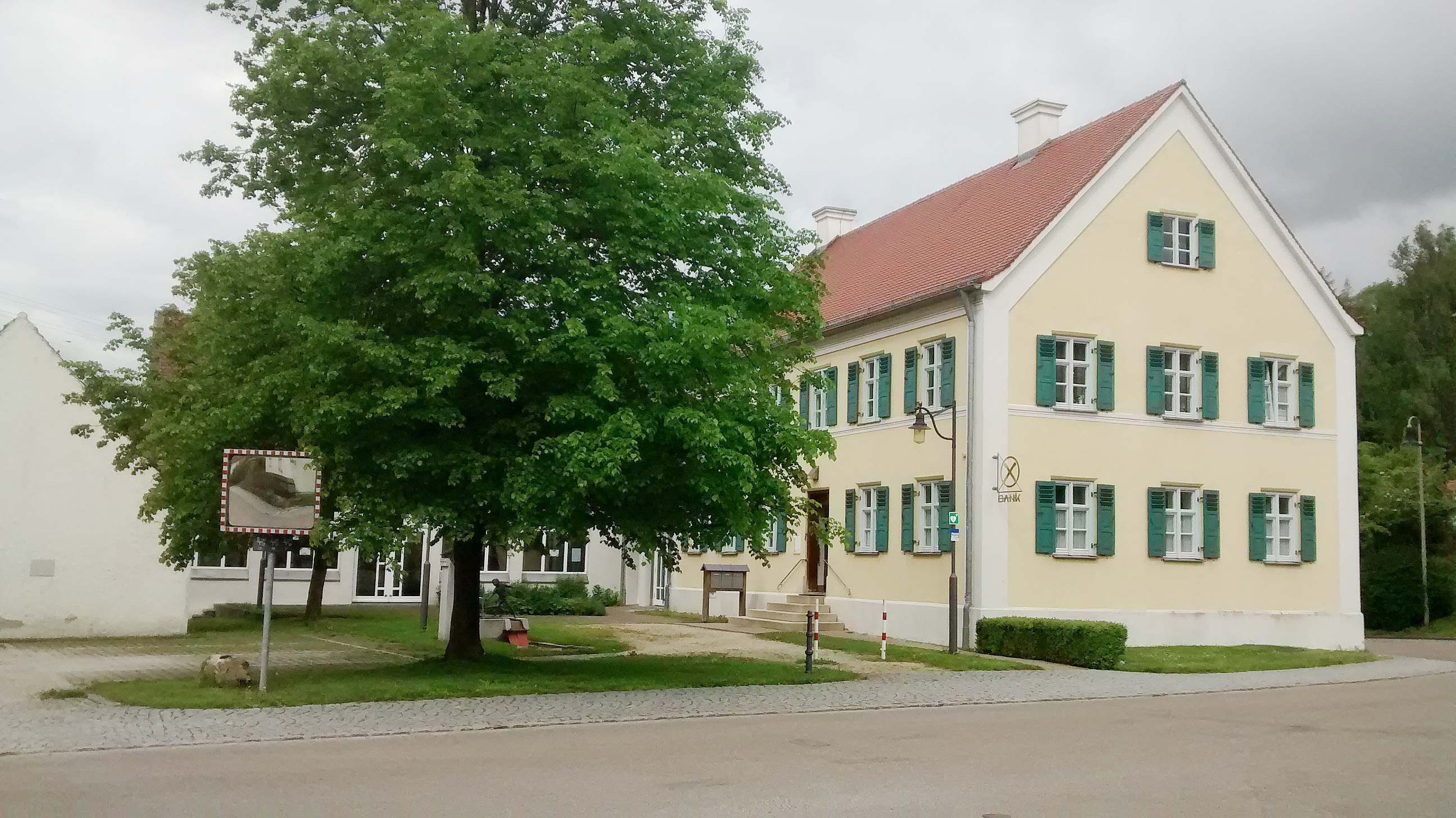
Pfarrhaus in Mindelaltheim

Das Pfarrhaus in Mindelaltheim, einem Gemeindeteil von Dürrlauingen im Landkreis Günzburg im bayerischen Regierungsbezirk Schwaben, wurde 1864 errichtet. Das Pfarrhaus an der Dossenbergerstraße 18, unterhalb der Pfarrkirche St. Mauritius, ist ein geschütztes Baudenkmal.

## Beschreibung
Der zweigeschossige Satteldachbau mit Putzgliederungen besitzt noch Teile der originalen Ausstattung: Dielenböden mit Gehrung, Vierfeldertüren und Schippenbänder. 
Im Jahr 1997 wurde das Pfarrhaus renoviert und ein Saal angebaut.